# ISO 3166-2:BO
ISO 3166-2:BO — розділ для Багатонаціональної Держави Болівія у стандарті ISO 3166-2, частині стандарту ISO 3166, опублікованому Міжнародною організацією зі стандартизації (ISO), який визначає коди для назв основних адміністративно-територіальних одиниць (наприклад, провінцій або штатів) усіх країн, охоплених стандартом ISO 3166-1.
Наразі визначено коди ISO 3166-2 для дев'яти департаментів Болівії.
Кожен код складається з двох частин, відокремлених дефісом. Перша частина — BO — код Багатонаціональної Держави Болівія за стандартом ISO 3166-1 alpha-2. Друга частина — літера, яку наразі використовують у реєстраційних знаках транспортних засобів.

## Поточні коди
Назви департаментів перелічено відповідно до стандарту ISO 3166-2, який опубліковало Агентство з підтримки ISO 3166 (ISO 3166/MA).
Назви департаментів відсортовано в традиційному іспанському алфавітному порядку: a-c, ch, d-l, ll, m-n, ñ, o-z.
Натисніть кнопку в заголовку, щоб відсортувати за відповідним стовпцем.
| Код  | Назва      | Статус      |
| ---- | ---------- | ----------- |
| BO-C | Кочабамба  | департамент |
| BO-H | Чукісака   | департамент |
| BO-B | Бені       | департамент |
| BO-L | Ла-Пас     | департамент |
| BO-O | Оруро      | департамент |
| BO-N | Пандо      | департамент |
| BO-P | Потосі     | департамент |
| BO-S | Санта-Крус | департамент |
| BO-T | Тариха     | департамент |

## Зміни
Тут наведено зміни, оголошені в бюлетенях ISO 3166/MA з моменту опублікування ISO 3166-2 1998 року. 2013 року ISO припинила випуск бюлетенів.
| Бюлетень        | Дата видання                       | Опис змін у бюлетені                                                         |
| --------------- | ---------------------------------- | ---------------------------------------------------------------------------- |
| Newsletter II-1 | 2010-02-03 (виправлено 2010-02-19) | Зміна скороченої назви країни відповідно до ISO 3166-1, NL VI-6 (2009-05-08) |

В онлайн-каталозі ISO перелічено такі зміни:
| Дата набрання чинності зміною | Короткий опис зміни                                                                              |
| ----------------------------- | ------------------------------------------------------------------------------------------------ |
| 2009-05-08                    | Зміна коротких та повних назв                                                                    |
| 2010-02-19                    | Зміна скороченої назви країни відповідно до ISO 3166-1, NL VI-6 (2009-05-08)                     |
| 2014-11-03                    | Оновлення джерела списку[прояснити]                                                              |
| 2014-12-18                    | Вирівнювання англійських та французьких коротких назв у верхньому та нижньому регістрах з UNTERM |